# Mihai Macovei
Mihai Macovei (n. 12 august 1985, Gura Humorului) este un jucător de rugby în XV profesionist român. Evoluează ca aripă de grămadă în linia III-a (flanker) sau ca închizător (nr. 8). A fost capitanul echipei naționale a României.

## Carieră
A jucat șapte ani pentru CSM Știința Baia Mare, în care a fost căpitan. În cursul acestei perioade, a câștigat trei titluri de campion și o cupă a României. La nivel european a participat la Amlin Challenge Cup cu Lupii București, în care a fost și căpitan. În perioada 2012-2014 a fost legitimat la Sporting nazairien în Fédérale 1, primul eșalon valoric din rugby amator în Franța. În sezonul 2014-2015 s-a alăturat clubului Massy Essonne în Pro D2, al doilea eșalon valoric profesionist francez. Din sezonul 2015-2016 joacă pentru US Colomiers, și în Pro D2.
A fost selecționat pentru prima dată la echipa națională a României pentru un meci de Cupa Europeană a Națiunilor împotriva Ucrainei în 2006. A devenit căpitanul selecționatei române după Cupa Mondială de Rugby din 2011. A fost convocat pentru Cupa Mondială din 2015. În meciul al treilea din faza grupelor cu Canada a înscris două eseuri la rând, contribuind substanțial la victoria românească. Astfel a fost primul căpitan al României care reușește un eseu în Cupa Mondială de la  cel al lui Haralambie Dumitraș la ediția din 1991. După acest meci a devenit liderul clasamentului de placaje la această ediție de Cupă Mondială.
Până în octombrie 2015, a strâns 67 de selecții pentru „Stejarii”, marcând 65 puncte, inclusiv 13 eseuri.
Este unul din cei 5 jucatori romani cu peste 100 de selectii (104) la nationala de rugby a Romaniei in cei 17 ani cat a jucat pentru frunza de stejar. 
S-a retras de la nationala in anul 2023, dupa ce nu a fost selectat in lotul pentru Cupa Mondiala De rugby din Franta. 
Ultimul meci disputat a fosta la echipa de club din Franta - Rugby Club du Bassin d'Arcachon în decembrie 2023, dupa care s-a retras definitiv din cariera de sportiv. 

## Legături externe
- Statistice internaționale Arhivat în 10 iulie 2015, la Wayback Machine. pe ESPN Scrum
- Statistice de club pe It's Rugby